# Eddy Seigneur
Eddy Seigneur (nascido a 15 de fevereiro de 1969 em Beauvais) é um ex ciclista, profissional entre os anos 1992 e 2005, durante os quais conseguiu 30 vitórias.
Destacava fundamentalmente como rodador em perfis planos, e na luta contrarrelógio. Entre os seus principais lucros encontram-se quatro títulos nacionais contrarrelógio e um em estrada, e a vitória na última etapa do Tour de France de 1994, nos Campos Elíseos.
Em 2013 converteu-se num dos directores desportivos da nova equipa suíça IAM Cycling.

## Palmarés
| - 1989 - Ronde de l'Oise - 1990 - Grande Prêmio da Ville de Nogent-sur-Oise - 1991 - 2 etapas do Tour de Poitou-Charentes - 1992 - 1 etapa do Tour de l'Avenir - 1993 - GP da Villa de Rennes - 1 etapa dos Quatro Dias de Dunquerque - 2 etapas do Tour de l'Avenir - 1994 - 1 etapa do Tour de France - Quatro Dias de Dunquerque, mais 1 etapa - 1 etapa do Tour de l'Avenir - 1995 - Campeonato da França em Estrada - 1 etapa do Circuito de la Sarthe - Trio Normand | - 1996 - Campeonato da França Contrarrelógio - Tour de Poitou-Charentes, mais 1 etapa - 1997 - Circuit des Mines, mais 1 etapa - 2000 - 2.º no Campeonato da França Contrarrelógio - 2001 - 3.º no Campeonato da França Contrarrelógio - 1 etapa do Circuit des Mines - 2002 - Campeonato da França Contrarrelógio - 2003 - Campeonato da França Contrarrelógio - 2 etapas da Volta ao Alentejo - 2004 - Campeonato da França Contrarrelógio - Dúo Normando, fazendo casal com Frédéric Finot |